# Свято-Покровська церква (Тайкури)
Тайкурська Свято-Покровська церква — діючий православний храм в селі Тайкури Рівненської області, який був зведений 1731 року як греко-католицький храм, але в кінці XVIII століття перейшов у православну конфесію.

## Історія
На початку XVIII століття Тайкури перейшли у власність роду Пепловських, які невдовзі побудували тут готичний Костел святого Лаврентія. Та вже у 1731 році поміщик Ян Павло Пепловський вирішив тут побудувати за власний кошт ще один храм, Церкву Пресвятої Богородиці, який також на початку був греко-католицьким.

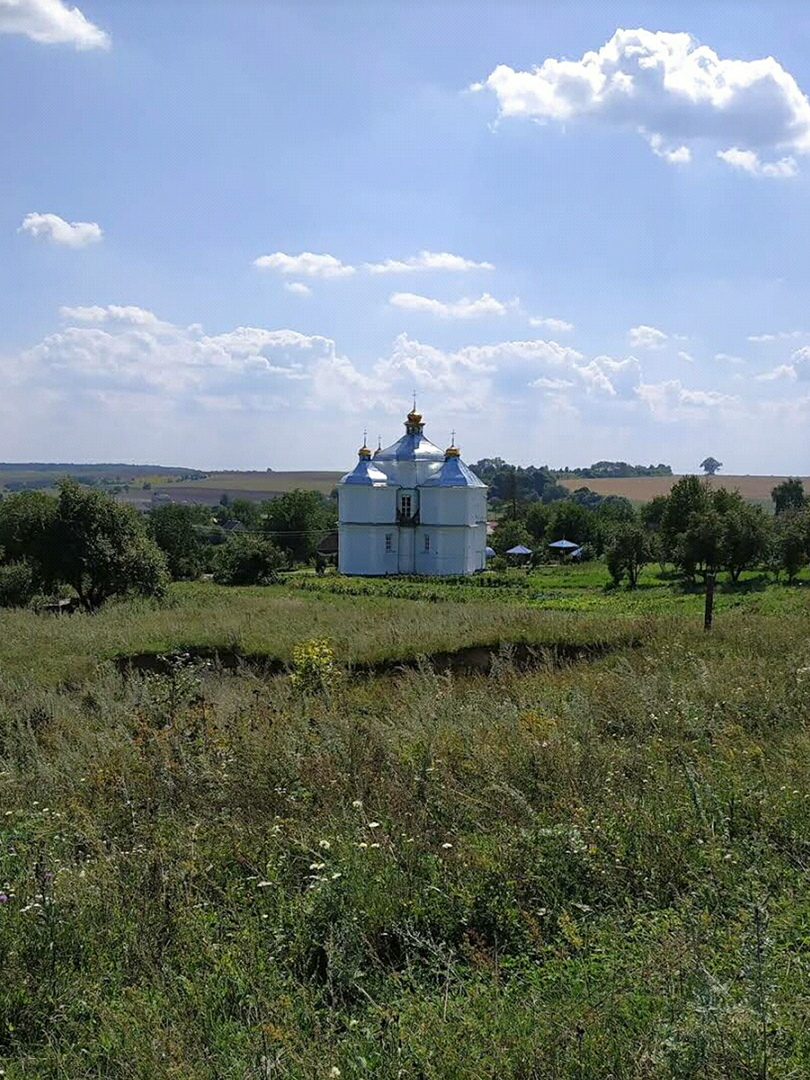
Тайкурська церква здалеку

Церкву було збудовано у видозміненому стилі дерев'яних українських храмів XVII—XVIII століття. Він мав п'ятикутну форму, замість шестикутної. П'ятибанний та хрестоподібний з восьмигранною апсидою в плануванні. Присутнє перегукування мурованого храму з дерев'яними елементами в архітектурі. Другий ярус церкви зроблено як об'єднання окремих закритих камер, щільно поставлених одна до одної і які одночасно є підбанниками верхів, що відмінне від таких же мурованих храмів Київщини чи Лівобережжя, де єдиний за об'ємом другий ярус. У 1882 році на кошти парафіян було облаштовано у північному куполі дзвіницю, а також новий дерев'яний іконостас складений з шести рядів ікон, мальованих на полотнах, який зберігся до сьогодні. Найдревніша ікона цієї церкви «Христос Пантократор» XVIII століття.
Після трьох поділів Речі Посполитої Волинь увійшла до складу Російської імперії, що спричинило перехід церкви від греко-католицизму до православ'я. Освячена вона була на честь Покрови Пресвятої Богородиці, що мабуть і захистило її від закриття або знищення радянською владою. Одразу по отриманню Україною незалежності і власного патріархату, у 1992 році Свято-Покровська церква була переведена у підпорядкування УПЦ Київського патріархату. В 2007 році львівські майстри розписали інтер'єр храму. Біля церкви ще залишилися збережені кілька старих вапнякових хрестів XVIII—XIX століть.